# Sexxx Dreams
"Sexxx Dreams" (conhecida também como "X Dreams" na versão censurada do disco) é uma canção da cantora norte-americana Lady Gaga, gravada para o seu terceiro álbum de estúdio Artpop. Foi composta e produzida pela própria, com auxílio de Paul Blair, Martin Bresso e William Grigahcine na escrita e Nick Monson e Dino Zisis na produção.

## Gravação e composição
Em Setembro de 2011, Lady Gaga confirmou durante uma entrevista ao locutor Ryan Seacrest que estava a trabalhar no sucessor de Born This Way, lançado em 2011. Momentos após o anúncio, o produtor DJ White Shadow, que tinha trabalhado com a artista anteriormente, confirmou o seu envolvimento no trabalho do disco. Outro profissional que frequentemente trabalha com Gaga, Fernando Garibay, também constatou estar presente no próximo projecto da cantora, esperando "superar" os registos anteriores. A jovem gravou Artpop durante a digressão mundial The Born This Way Ball. Durante a preparação e ensaios em palco, Garibray e White Shadow enviaram o seu material para ser utilizado na concepção do trabalho. No mês de Maio de 2012, o seu gerente Vincent Herbert insinuou que a produção para o trabalho tinha sido concluída, adjectivando como "loucos" e "grandes" os registos gravados. Nesse mesmo período, a intérprete apresentou a maqueta final à sua editora e esperava revelar o nome do disco em Setembro, uma revelação que acabou por ser divulgada com um mês de antecedência.
"Sexxx Dreams" é uma canção do gênero synthpop  contendo elementos de música industrial de andamento moderado, com uma duração máxima de três minutos e trinta e quatro segundos e com uma dança no ritmo de 114 batidas por minuto. Possui influências de Prince e Daft Punk falando em um fantasia sexual e desejo tácito. Durante todo o tema, Gaga alterna sua técnica vocal entre cantar e falar; versos cantados são dirigidas a seu parceiro ao seu lado e falando com a pessoa na fantasia. Jason Lipshutz da Billboard descreveu a canção como "onde a sexualidade e os prazeres do synth-pop de 'ARTPOP' florescem".
Em novembro de 2013, durante a festa de lançamento do álbum especial da iHeartRadio que foi transmitido em mais de 150 estações da Clear Channel para promover Artpop, Gaga revelou a Ryan Seacrest: "Meus sonhos sexuais são loucos e eu quero dizer os meus são realmente bizarros.". Ela também disse que "esculturas sensuais" aparecem em seus sonhos e apresentou a canção como "algo muito erótico e exótico", permitindo que os fãs tivessem a "experiência de como é ser eu".

## Desempenho nas tabelas musicais
Após o lançamento do disco, a faixa conseguiu entrar e alcançar a 41.ª posição na tabela musical da Coreia do Sul, South Korea Gaon International Chart, com vendas avaliadas em 3,414 cópias.

### Posições
| Tabela musical (2013-2014)               | Melhor posição |
| ---------------------------------------- | -------------- |
| Coreia do Sul - Gaon International Chart | 41             |

## Créditos
Todo o processo de elaboração da canção atribui os seguintes créditos pessoais:
| - Lady Gaga – vocalista principal, composição, produção, arranjo de guitarra; - Paul "DJ White Shadow" Blair - produção, produtor co-executivo; - Nick Monson - produção adicional; - Rick Pearl - programação adicional - Benjamin Rice - assistente de gravação, assistente de mistura, gravação; - Ghazi Hourani - gravação adicional, assistente de mistura; - Bill Malina - mistura adicional, arranjo de guitarra, gravação; - Donnie Lyle - contrabaixo elétrico; | - Andrew Robertson - assistente de gravação; - Dave Russell - gravação; - Ivy Skoff - administrador contrato de união; - Tim Stewart - guitarra; - Austin Thomas - assistente de gravação; - Daniel Zaidenstadt - assistente de gravação; - Dino Zisis - adicional de mistura, produção adicional; |